# Kazen (hokej na ledu)
Kazen je v hokeju na ledu način kaznovanja igralcev za nepravilno obnašanje, ki jo izvršujejo hokejski sodniki. Večina kazni se izvrši s pošiljanjem takega igralca na kazensko klop za določeno število minut, ki je odvisno od resnosti prekrška. Moštvo ne sme na ledu nadomestiti kaznovanega igralca z drugim, zato pravimo, da se moštvo v takem primeru brani z igralcem manj na ledu. Statistična postavka pod katero so zapisane kazenske minute igralcev je KZ (kazenske minute).

## Prekrški in kazni
Prekrški se kaznujejo z različnimi kaznimi, ki so razdeljene tako, vse pa so vštete v čas čiste igre:
- Male kazni
- Male kazni v klopi
- Velike kazni
- Disciplinske kazni
- Disciplinske kazni igre
- Kazni igre
- Kazenski strel

### Male in velike kazni
V primeru male kazni mora igralec, razen vratarja, za dve minuti čiste igre z ledu. Zanj v tem času zamenjava ni dovoljena.
Ko gre za malo kazen v klopi (za kaznovane igralce), mora igralec tistega moštva, ki mu je dosojena, za dve minuti zapustiti led. Vodja ali tehnični vodja ob posredovanju kapetana določi katerega koli igralca razen vratarja. Zanj v tem času zamenjava ni dovoljena. V primeru, da v času, ko moštvo igra oslabljeno zaradi ene ali več malih kazni ali malih kazni v klopi, nasprotno moštvo doseže zadetek, se prva izmed malih kazni avtomatično konča, razen v primeru kadar je bila kazen dosojena istočasno tudi nasprotnemu igralcu, kar je pomenilo, da obe moštvi igrata z igralcem manj. V takem primeru se konča naslednja mala kazen dosojena proti moštvu, ki je prejelo zadetek.
Če je bila igralcu dosojena velika kazen, mora (tudi če je vratar) zapustiti drsališče za preostali čas trajanja tekme (disciplinska kazen igre), zamenjava pa je dovoljena po petih minutah.

### Displinske kazni
Disciplinske kazni kateremu koli igralcu, razen vratarju, imajo za posledico deset-minutno odstranitev igralca iz igre. Medtem, ko igralec prestaja disciplinsko kazen, ga lahko njegov namestnik takoj zamenja v igri. Igralec, ki mu je bila dosojena disciplinska
kazen, mora ostati na klopi za kazni do prve prekinitve. Igralec, tudi vratar, ki v isti igri dobi drugo disciplinsko kazen, je avtomatično kaznovan z disciplinsko kaznijo igre in ne more sodelovati v igri do konca tekme. Na ledu ga takoj lahko zamenja njegov soigralec.
Disciplinska kazen igre ne pomeni avtomatičnega suspenza, razen za to igro. Odgovorno telo zveze pa ima pravico podaljšati obdobje suspenza. Na prvenstvenih tekmah in turnirjih je vsak igralec, ki je dvakrat kaznovan z disciplinsko kaznijo igre, avtomatično suspendiran iz naslednje tekme svojega moštva na tem prvenstvu. Kaznovani igralec mora takoj oditi v slačilnico, na ledu pa ga lahko po petih minutah zamenja njegov soigralec. Igralec, ki je kaznovan s kaznijo igre, je suspendiran, kar pomeni, da ne sme nastopati najmanj na naslednji tekmi, vse dokler sporne zadeve ne obravnava odgovorna zveza.

### Kazenski strel
Ko ima igralec plošček »pod nadzorom« v »samostojnem prodoru«, preko modre linije svoje obrambne tretjine in pred seboj nima nasprotnika razen vratarja, ter je nepravilno zaustavljen od zadaj, s čimer mu je bila odvzeta možnost za dosego zadetka, sodnik dosodi moštvu, ki ni kršilo pravila kazenski strel.
Če prekršek vključuje dodatno kazen, se dosodi kazenski strel in dodatne kazni neodvisno od izida kazenskega strela.
Kazenski strel se izvaja takoj, ne glede na to, ali je normalni čas igre v kateri koli tretjini potekel, s pogojem, da je sodnik pustil končati akcijo zaradi prednosti. Izvajanje kazenskega strela nikoli ne sodi v redni čas igre, brani pa ga lahko samo vratar, ki mora ostati v prostoru vrat, dokler se igralec, ki izvaja kazenski strel ne dotakne ploščice. Če vratar pri branjenju kazenskega strela prezgodaj zapusti prostor vrat, mora sodnik to signalizirati z roko, dvignjeno nad višino ramen, in pustiti, da se izvede kazenski strel. Če strel ni uspešen, dovoli ponovitev izvedbe strela. Vratar je v obeh primerih opozorjen. Za drugo enako kršitev bo sodnik vratarju dosodil disciplinsko kazen in vnovično izvedbo strela, ob tretji ponovitvipa bo avtomatično priznal zadetek.
Vratar lahko poskuša zaustaviti strel na kateri koli način, razen z metanjem palice ali kakršnega koli drugega predmeta. Če to stori, se zadetek avtomatično prizna.
Če med izvajanjem kazenskega strela igralec nasprotnega moštva ovira ali moti igralca, ki izvaja strel, in s tem povzroči, da se strel ne posreči, je dovoljen še en poskus, sodnik pa igralcu, ki je motil izvajanje kazenskega strela, dosodi disciplinsko
kazen.
Izvajanje kazenskega strela
Trener ali kapetan moštva, ki ni kršilo pravil, določi nekaznovanega igralca, ki bo izvajal kazenski strel, in svojo odločitev sporoči sodniku, ki se mora pred začetkom izvajanja kazenskih strelov prepričati, da so trenerji obveščeni, kateri igralci so kaznovani z odloženo kaznijo ali pa se pred začetkom izvajanja kazenskih strelov, njihova kazen še ni iztekla.
Igralci obeh moštev se morajo ob izvajanju kazenskega strela umakniti k ogradi za sredinsko črto, sodnik pa postavi ploščico na točko za izvajanje začetnih metov na sredini drsališča.
Izvajalec kazenskega strela s ploščico oddrsa proti vratom nasprotnega moštva in poskuša doseči zadetek. Ko je ploščica izstreljena, se razume, da je kazenski strel končan. Zadetek ne more biti dosežen z drugim udarcem. Če je bil zadetek dosežen, se začetni met izvaja na sredini igrišča, če pa zadetka ni bilo, se začetni met izvaja v tretjini, v kateri je bil izvajan kazenski strel.

## Seznam prekrškov
V oklepaju so angleški izrazi, ki se uporabljajo na mednarodnih turnirjih.
Bodenje z ročajem palice (Butt-ending, Stabbing)Bodenje nasprotnega igralca z ročajem palice. Tak igralec je avtomatsko kaznovan z veliko kaznijo in disciplinsko kazniji igre.
Bodenje z rezilom palice (Spearing)Bodenje nasprotnega igralca z rezilom palice. Tak igralec je avtomatsko kaznovan z veliko kaznijo in disciplinsko kazniji igre.
Držanje (Holding)Držanje nasprotnega igralca za telo ali dres, lahko tudi s palico.
Držanje palice (Holding the stick)Držanje palice nasprotnega igralca, tudi kadar igralec namerno vklešči palico nasprotnega igralca.
Grobost (Roughing)Manjše porivanje, suvanje ali udarjanje nasprotnega igralca, hujša različica kazni je pretepanje.
Igranje s preveč palicami (Playing with Too Many Sticks)Igranje z več kot eno palico.
Izzivanje pretepa (Instigator penalty)Vidno izzivanje nasprotnega igralca v pretep, kazen se doda veliki kazni za pretepanje.
Nalet s palico (Cross-checking)Nalet na nasprotnega igralca s palico, ko jo igralec drži z obema rokama in le-ta ni na ledu.
Nalet z glavo (Head-butting)Nalet na nasprotnega igralca z glavo.
Napad od zadaj (Checking from behind)Nalet na nasprotnega igralca od zadaj. Tak igralec je kaznovan z malo kaznijo in disciplinsko kaznijo ali veliko kaznijo in kaznijo igre, če se je ob prekršku nasprotni igralec poškodoval.
Napad na hokejskega uradnika (Abuse of officials)Prepir, žaljenje, neprimerno gestikuliranje ali namerno zaletavanje v hokejske uradnike na ledeni ploskvi ali zunaj nje. Ta kazen je običajno dosojena na drugo kazen ali je dosojena trenerju ali igralcem na klopi, običajno pa je kaznovana z disciplinsko kazniji igre.
Napad na vratarja (Goaltender Interference)Fizično oviranje ali nalet na nasprotnega vratarja.
Napad s telesom (Charging)Nalet na nasprotnega igralca z zaleta večjega od treh odrivov z drsalko ali skok pred naletom.
Nepravilna menjava (Substitution infraction, Illegal Substitution)Menjava med prekinitvijo, ko je sodnik že označil potek časa za menjave.
Nepravilna oprema (Illegal Equipment)Uporaba hokejske opreme, ki ne ustreza pravilom. Če igralec med igro zlomi svojo palico, jo mora, razen v primeru vratarja, odvreči, drugače je kaznovan. Podobno igralec ne sme igrati s ploščkom tudi, kadar ostane brez čelade na glavi.
Nepravilna postava (Starting the wrong lineup)Moštvo ne zagotovi začetne postave ob začetku posamezne tretjine. Za izrek kazni mora kapetan nasprotne ekipe ob prvi prekinitvi na to opozoriti glavnega sodnika.
Nepravilno oviranje (Interference)Nepravilno oviranje nasprotnega igralca, ko ta nima ploščka, ali oviranje nasprotnika na ledu s strani igralca, ki sedi na klopi.
Nešportno obnašanje (Unsportsmanlike conduct)Prerekanje s sodnikom ali neprimerno gestikuliranje proti nasprotnim igralcem, soigralcem ali gledalcem.
Poskus namerne poškodbe (Attempt to injure)Dosojena igralcu, ki je poskušal namerno poškodovati nasprotnega igralca. Tak igralec je avtomatično kaznovan s kazniji igre.
Pretepanje (Fighting, Fisticuffs)Fizično obračunavanje z nasprotnim igralcem, ki običajno vključuje udarce z roko, rokavice pa so odvržene. Manjša različica kazni na primer le s porivanjem ali suvanjem nasprotnega igralca, ko igralec obdrži rokavice na roki, pa je grobost.
Pretirana grobost (Aggressor penalty)Dosojena igralcu udeleženem v pretepu, ki je bil bolj agresiven. Obstaja tudi kazen za izzivanje pretepa, toda obe kazni sta redko dosojeni istemu igralcu. V takem primeru je običajno dosojena kazen za poskus namerne poškodbe.
Preveč igralcev na ledu (Too many men on the ice)Več koš šest igralcev na ledu, skupaj s tistimi kaznovanimi igralci, ki nimajo pravice biti nadomeščeni na ledu. Igralci, ki drsajo na menjavo, se štejejo na klopi, ko so meter in pol od ograde pred klopjo svojega moštva, toda le, če ne posegajo aktivno v igro. Igralci, ki vstopajo v igro, se štejejo takoj, ko se dotaknejo ledene ploskve.
Pridružitev pretepu (Joining a fight)Pridružitev pretepu, ki izbruhne med dvema  ali več igralci, je avtomatično kaznovano s kaznijo igre ob morebitnih ostalih kaznih za pretep.
Simuliranje prekrška (Diving)Neizsiljen padec s ciljem kazni za nasprotnega igralca.
Spotikanje (Tripping)Spotikanje nasprotnega igralca s palico ali katerim koli delom telesa.
Spodnašanje (Clipping)Udarec nasprotnega igralca pod višino kolena. Tak igralec je kaznovan z malo kaznijo in disciplinsko kaznijo ali veliko kaznijo in kaznijo igre, če se je pri prekršku nasprotni igralec poškodoval.
Udarec s kolenom (Kneeing)Udarec nasprotnega igralca s kolenom.
Udarec s komolcem (Elbowing)Udarec nasprotnega igralca s komolcem.
Udarec s palico (Slashing)Udarec nasprotnega igralca s palico.
Udarec z drsalko (Kicking)Udarec nasprotnega igralca z rezilom drsalke. Če je udarec z namenom poškodbe, je dosojena kazen igre, drugače pa velika kazen in discipliska kazen.
Visoka palica (High sticking)Udarec nasprotnega igralca s palico nad višino ramen. V takem primeru je dosojena mala kazen, če pa nasprotni igralec, nad katerim je bil storjen prekršek, krvavi, pa je kazen dvojna.
Zadrževanje s palico (Hooking)Zadrževanje nasprotnega igralca s palico.
Zaustavljanje ob ogradi (Boarding)Močno potiskanje nasprotnega igralca v ogrado, ko je obrnjen z obrazom pri njej.
Zavlačevanje igre (Delay of game)Namerno zavlačevanje igre, na primer namerno pošiljanje ploščka iz igre, držanje ploščka z roko, nepošiljanje igralca v buli ali namerno ponavljanje prepovedanih položajev.